# Jean-Baptiste Mathon
Pour les articles homonymes, voir Mathon.
Jean-Baptiste Mathon, né le 5 octobre 1893 à Lyon 3e et mort le 7 mai 1971 à Boulogne-Billancourt, est un architecte français.

## Biographie
Il s'engage très tôt dans des études d’architecte à Lyon. Élève de Gaston Redon et de Albert Tournaire à l'École des beaux-arts de Paris, il remporte le Premier Grand Prix de Rome en 1923. Le sujet de l'épreuve finale s'intitule « Une résidence du représentant de la France au Maroc ».
Le jeune lauréat devient pensionnaire de l'Académie de France à Rome, du 1er janvier 1924 au 30 avril 1927.
Architecte en chef des bâtiments civils et palais nationaux, il exerce aussi à titre privé en réalisant la salle Pleyel d’Aubertin et de Granet, l’École spéciale des travaux publics, du bâtiment et de l'industrie sur le boulevard Saint-Germain à Paris, le Palais de la Radio à l’exposition de 1937, ainsi que de remarquables bâtiments publics à Cachan (hôtel de ville, écoles primaire et secondaire).
Il devient, à son tour, professeur à l’École spéciale des travaux publics et « patron » d’un atelier à l’École des beaux-arts.
Il arrive à Brest en 1943. Il est chargé du plan de reconstruction de Brest, secondé par Maurice Piquemal, inspecteur général des Ponts et Chaussées (1902-1995). Mathon édifie aussi la cité scolaire de Kérichen, la « Cité culturelle », comprenant le musée des beaux-arts, l'école régionale d'art, l'école de musique, la bibliothèque et un auditorium, et les bâtiments administratifs des Douanes au port de commerce.
Situé dans le square qui porte son nom, le monument aux morts qui achève la perspective de la rue de Siam est également son œuvre.
À Chambéry, il réalise le nouvel hôtel des postes (1954-56).
À Paris, il construit le bureau de poste de la rue du Faubourg Saint-Denis, inauguré en juin 1966 par Jacques Marette, ministre des Postes. Implanté au rez-de-chaussée d'un immeuble de huit étages dont il occupait 7 000 m2, il était doté des équipements les plus modernes : élévateurs automatiques pour le traitement des sacs de courrier, 15 guichets et 25 cabines téléphoniques mis à la disposition des usagers qui jouissaient d'une musique venant de haut-parleurs dissimulés dans les faux-plafonds.
En compagnie de Joannès Chollet, il construit également dans la capitale, en 1928-1930, un immeuble situé aux no 5-7 de la rue Alasseur, dans le 15e arrondissement.

## Autres réalisations
- Groupe scolaire avec mairie de Frétigny (Eure-et-Loir), en collaboration avec l'architecte Joannès Chollet (1932-1941)[6].
- Mairie-école et bains-douches de Combres (Eure-et-Loir), en collaboration avec l'architecte Joannès Chollet (1937),  Labélisé ACR (2014)[7],[8].